# Relació d'informació-acció
La relació d'informació-acció és un concepte creat pel crític cultural Neil Postman (1931-2003) al seu treball Amusing Ourselves to Death (Divertim-nos fins a morir). En síntesi, Postman fa referència a la relació generada entre una part de la informació i l'acció que emprèn el consumidor que ha adquirit fins a cert punt aquest coneixement, si és que en pren alguna.

## Naixement i evolució del concepte
El concepte apareix per primera vegada l'any 1985, any d'edició de l'obra Amusing Ourselves to Death, un any després de la participació de Postman a la Fira del Llibre de Frankfurt el 1984 i on Postman formava part d'un comitè que tractava l'obra 1984 d'Orwell. En un discurs a la Societat Alemanya d'Informàtica (Gesellscahft für informatik) l'11 d'octubre de 1990 a Stuttgart patrocinat per IBM-Germany, Postman va dir el següent:
“S'ha tallat el lligam entre la informació i l'acció. Ara la informació és una mercaderia que pot ser comprada i venuda, o utilitzada com una forma d'entreteniment, o usada com un vestit per millorar l'estatus d'un mateix. Es tracta de manera indiscriminada sense que estigui dirigida a ningú en particular, desconnectada de la seva utilitat: estem saturats d'informació, ofegant-nos en informació, no en tenim el control i no sabem què fer amb ella.”
Inclús avui dia, amb la incursió de les xarxes socials i el Web 2.0, el terme d'informació-acció continua sent aplicable, tot i que les definicions d'alta i baixa relació d'informació-acció, s'han hagut d'adaptar a la nova realitat informacional que vivim avui dia. Es pot considerar una informació d'alta relació d'informació-acció, aquella que és capaç d'influir en l'opinió de les persones vers una entitat o empresa, sigui de manera positiva o negativa. Inclús, han aparegut noves figures com els anomenats Content Curators, qui filtren informació que resulta rellevant dintre de tot el flux de dades que circula per la xarxa i que resulta d'utilitat per l'organització per la qual fa aquesta curació de continguts.

## Alta i baixa relació d'informació-acció
A Amusing Ourselves to Death, Postman emmarca la relació d'informació-acció en el context de la invenció del telegrama. Prèviament al telegrama, Postman va dir que les persones rebien informació rellevant per les seves vides, creant així una alta correlació entre la informació i l'acció:
“La relació d'informació-acció era prou estreta perquè la majoria de les persones tingués la sensació de ser capaços de controlar alguna de les contingències de les seves vides.” (p.69). És a dir, les persones sentien que aquella informació que els arribava, era rellevant i útil.
El telegrama permetia que bits d'informació viatgessin grans distàncies, així que Postman va afirmar que “el que és local i atemporal ha perdut la seva posició central als diaris, eclipsades per l'enlluernament de la distància i la immediatesa...Guerres, crims, accidents, incendis, inundacions- Gran part de l'equivalent social i polític de la tos ferina d'Adelaida (la primera notícia que es va emetre per telègraf va ser que la princesa Adelaida tenia tos ferina)- es va convertir en el contingut del que la gent va anomenar “les notícies del dia””.Ens trobem doncs, que amb la invenció del telegrama, la majoria de la informació que arribava a la població, no només no era rellevant en el context de les seves vides, sinó que a més la gent rebia informació que no havia demanat, i amb l'afegit que es tracta d'informació d'un sol canal, on les persones no tenien opció a resposta.
A la seva obra, Neil Postman també va afirmar el següent:
“La majoria de les notícies diàries són inerts, i consisteixen en informació que quelcom sobre el que parlar, però que no condueix a cap acció significativa.(68).”
Postman, va anar més enllà i va plantejar una sèrie de qüestions al lector per exemplificar el que constitueix una baixa relació d'informació-acció:
“Quins passos seguireu per reduir el conflicte a l'Orient Mitjà? O els índexs d'inflació, atur i criminalitat? Quins plans teniu per preservar el medi ambient o reduir el risc d'una guerra nuclear?[…] Em prendré la llibertat de respondre per vosaltres: No teniu planejat fer res.”

## Teories relacionades
El concepte desenvolupat per Postman forma part del corpus teòric del que es coneix com l'Ecologia dels mitjans, i que és definit per The Media Ecology Association com:
“L'estudi de l'entorn dels mitjans de comunicació, la idea que la tecnologia, els mètodes, maneres de com la informació i codis de la comunicació tenen un paper principal als assumptes de les persones.”
Neil Postman, que va ser deixeble de Marshall McLuhan, un dels principals teòrics de l'ecologia dels mitjans, va fer importants aportacions a la matèria, entre elles el concepte de relació entre la informació i l'acció.